# Acalolepta infasciata
Acalolepta infasciata là một loài bọ cánh cứng trong họ Cerambycidae.